# Nevado de Toluca
Il Nevado de Toluca o Xinantécatl è uno stratovulcano. Si trova nel Messico centrale, nello Stato del Messico, a 22 km a sud-est della sua capitale Toluca. Il suo nome náhuatl (Xinantécatl) significa 'uomo nudo'.
Il vulcano ha un'ampia caldera, larga 1,5 km e rivolta a ovest, sulla sua sommità. La sua vetta più alta, il Pico del Fraile (picco del frate), 4.680 m s.l.m., è sul lato sud del cratere, un secondo picco, il Pico del Aguila (picco dell'aquila), 4.640 m s.l.m., è sul lato nord.
Si tratta della quarta vetta più alta del paese, molto apprezzato per la sua bellezza e conosciuto per ospitare all'interno del suo cratere due piccoli laghi Laguna del Sol e Laguna de la Luna che sono facilmente raggiungibili a piedi.

## Galleria d'immagini

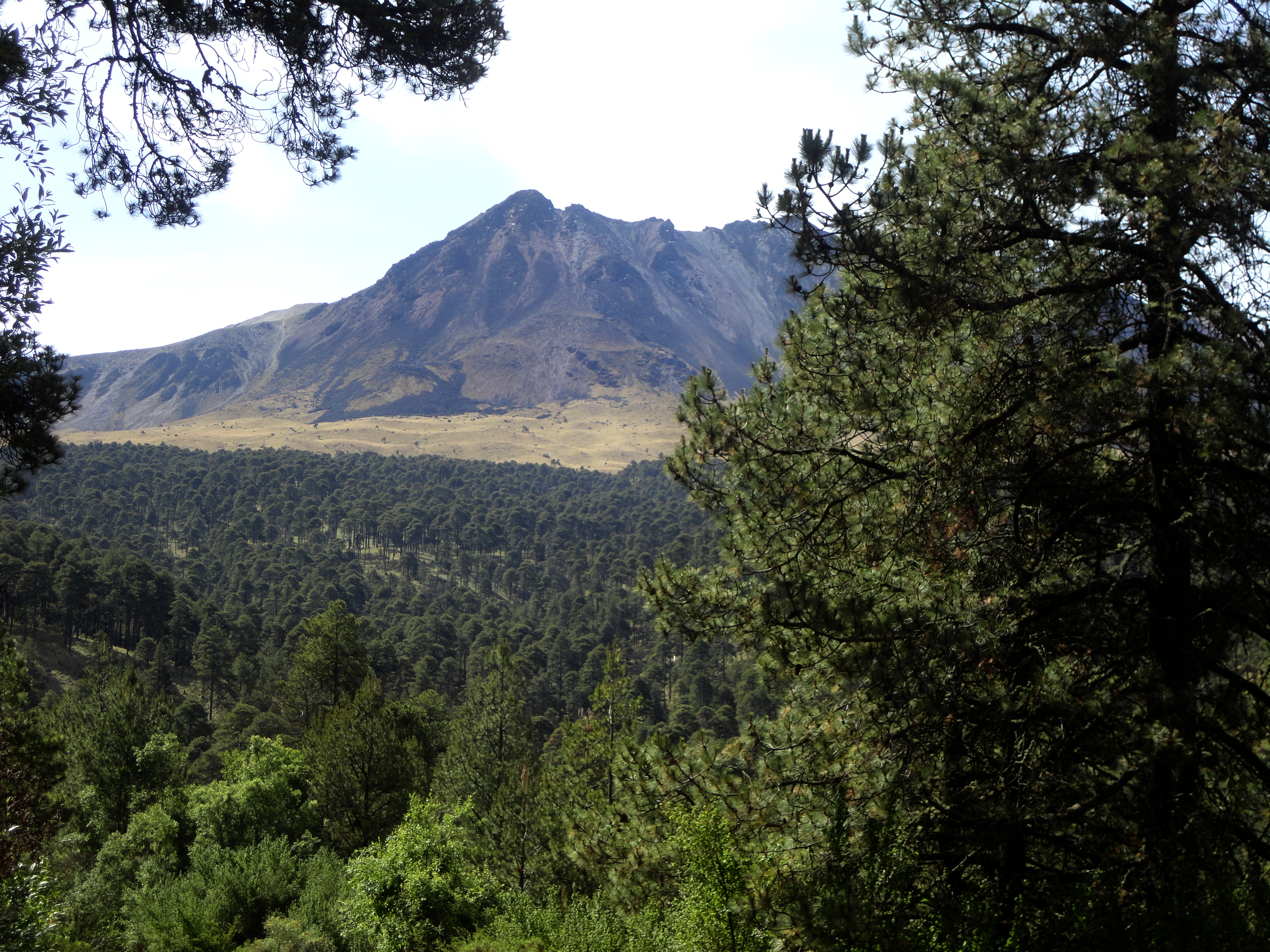
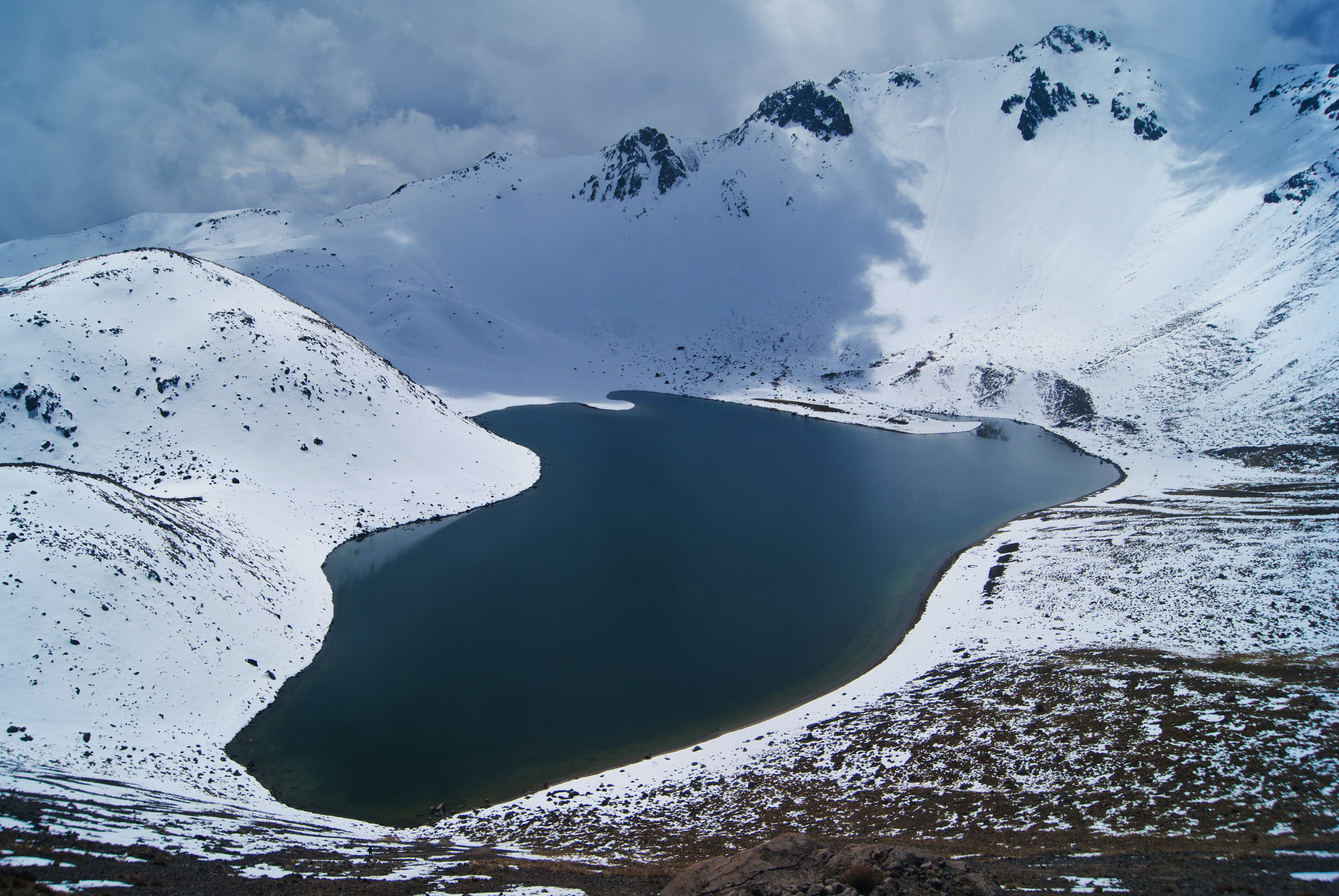
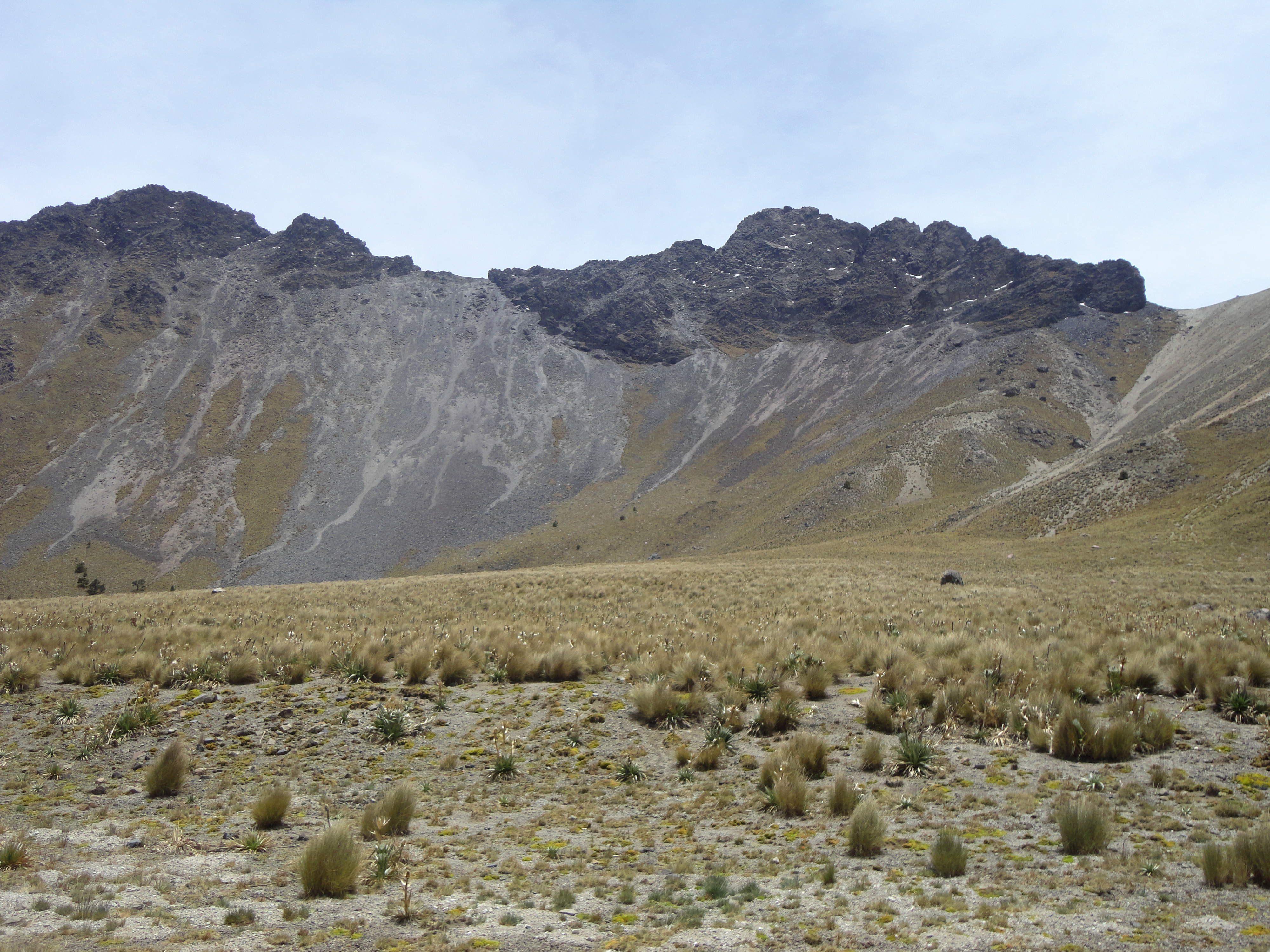
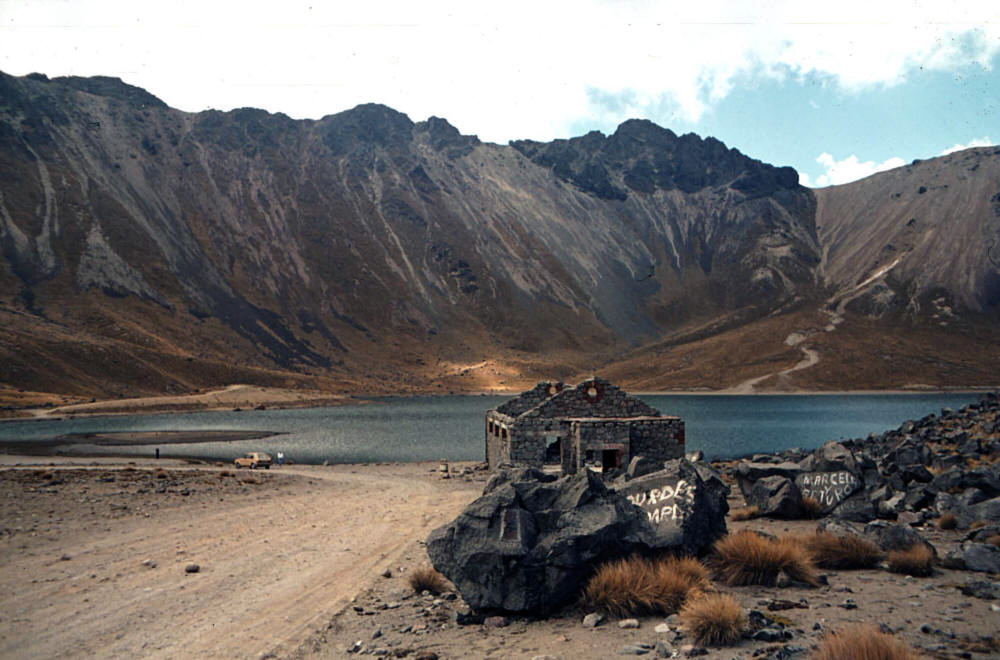
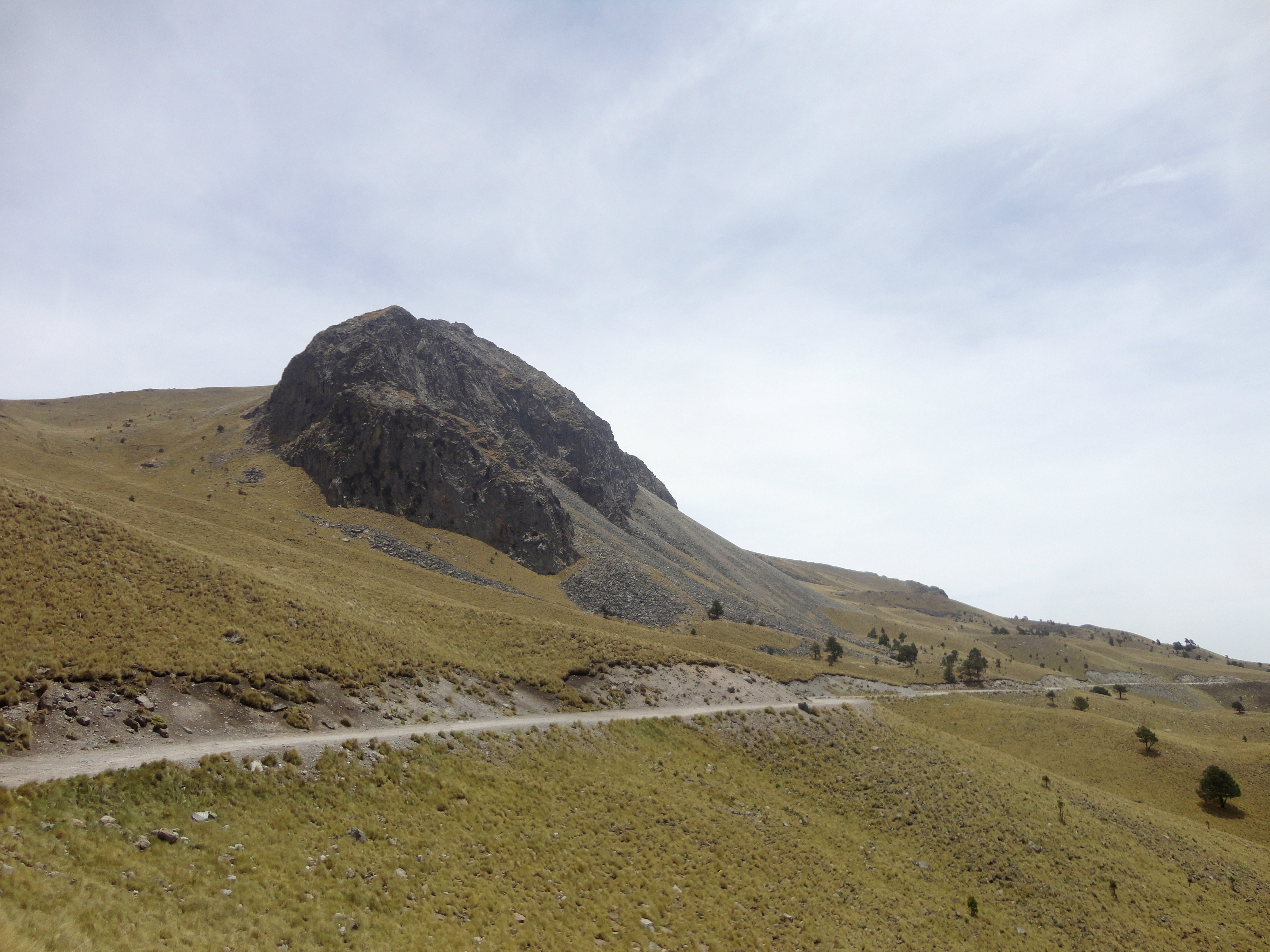